# Пылдма, Янно
Янно Пылдма (эст. Janno Põldma; род. 7 ноября 1950 года в Таллине) — эстонский кинооператор и кинорежиссёр, детский писатель.

## Биография
В 1969 году Пылдма окончил школу в Таллине и начал обучение карикатуре у Хайнца Валька в Таллинской высшей школе культуры. С 1973 года работал на киностудии «Таллинфильм», в 1993 году специально для создания анимационных фильмов организовал агентство Eesti Joonisfilm.
В 1986 году стал членом Эстонской ассоциации кино.
Пылдма публикуется со второй половины 1970-х годов и пишет в основном пьесы и прозу. С 1990-х годов пишет киносценарии. Плодотворное сотрудничество Пылдмы с карикатуристом и кинорежиссёром Хейки Эрницом и писателем Андрусом Кивиряхк привело к созданию успешных фильмов: «Приключения Лотты из Самоделкино» (2006) и «Лотта и тайна лунного камня» (2011). Авторы одновременно производили и фильм, и книгу.
Пылдма также написал множество школьных учебников.

## Работы
В качестве оператора Пылдма работал на 26 картинах, участвовал в написании 13 сценариев, был режиссёром 15 фильмов.

### Режиссёр
- 2019 — Лотте и пропавшие драконы
- 2011 — Лотте и тайна лунного камня
- 2008 — Истории деревенского изобретателя (видео, короткометражный фильм)
- 2007 — Черный потолок (короткометражный фильм)
- 2006 — Приключения Лотты из Самоделкино
- 2002 — Концерт для пирога с морковью (короткометражный фильм)
- 2001 — Karu õlu (телевизионная реклама)
- 2001 — Рождество божьих коровок
- 2000 — Путешествие Лотты на юг (видео)
- 1999 — Любовь к жизни (короткометражный фильм)
- 1997 — Том и Флуффи
- 1995 — 1895 (короткометражный фильм)
- 1994 — Sünnipäev (короткометражный фильм)
- 1992 — Otto elu (короткометражный фильм)
- 1991 — Vennad ja õed (короткометражный фильм)

## Награды и премии
В 2007 году был награждён Орденом Белой звезды IV степени.
В 1995, 2000, 2007 и 2011 годах фильмы, в которых Пылдма принимал участие, были поддержаны фондом «Эстонский культурный капитал».
Лауреат Национальных премий Эстонии по культуре (1995; 1996).